# Zeki Rıza Sporel
Zeki Rıza Sporel (Istanbul, 28 febbraio 1898 – Istanbul, 3 novembre 1969) è stato un calciatore turco, di ruolo attaccante.
Era fratello di Hasan Kamil Sporel, anch'egli giocatore e poi presidente del Fenerbahçe. Era di origini Albanesi da parte del padre.

## Caratteristiche tecniche
Viene considerato da molti uno dei migliori attaccanti della storia del calcio turco. Segnò la maggior parte dei suoi gol con il piede sinistro, dato che usava poco il destro e la testa.

## Carriera

### Club
Dopo tre anni nelle giovanili del Fenerbahçe, esordì in prima squadra nella stagione 1915-1916 all'età di diciott'anni e vi rimase per due decenni nei quali divenne titolare di molti record del club, tra i quali quello di capocannoniere storico, del gol più rapido e del maggior numero di reti segnate in una singola partita (8, in una partita vinta 16-0 contro l'Anadolu il 12 febbraio 1931). È anche il giocatore del Fenerbahçe ad aver segnato più reti agli storici rivali del Galatasaray, contro i quali è andato in gol per 27 volte. Nel corso della guerra il suo Fenerbahçe giocò per 68 volte contro la squadra dell'occupazione anglo-francese vincendo per 66 volte e pareggiando le restanti due partite. Vinse per quattro volte la Lega di Istanbul, la più importante competizione a cui poteva prendere parte dato che non era ancora stato costituito un campionato nazionale. Si ritirò nel 1934 dopo un incontro d'addio contro il FC Wien.

### Nazionale
Zeki giocò in Nazionale fin dalla sua fondazione. Prese parte alla prima partita della sua Nazionale contro la Romania nella quale segnò la doppietta che fissò il risultato sul 2-2. Zeki fu quindi il primo giocatore a segnare una rete con la maglia della Nazionale turca. Fu protagonista anche della prima vittoria della Turchia in campo internazionale quando nel 1924 sconfisse la Finlandia per 4-2 con un suo poker di reti. In totale giocò 16 partite in Nazionale andando a segno 15 volte.

## Palmarès
- Istanbul Ligi: 4

Fenerbahçe: 1920-1921, 1922-1923, 1929-1930, 1932-1933
- İstanbul Şildi: 1

Fenerbahçe: 1930
- Coppa del Generale Harrington: 1

Fenerbahçe: 1923